# Roller Derby

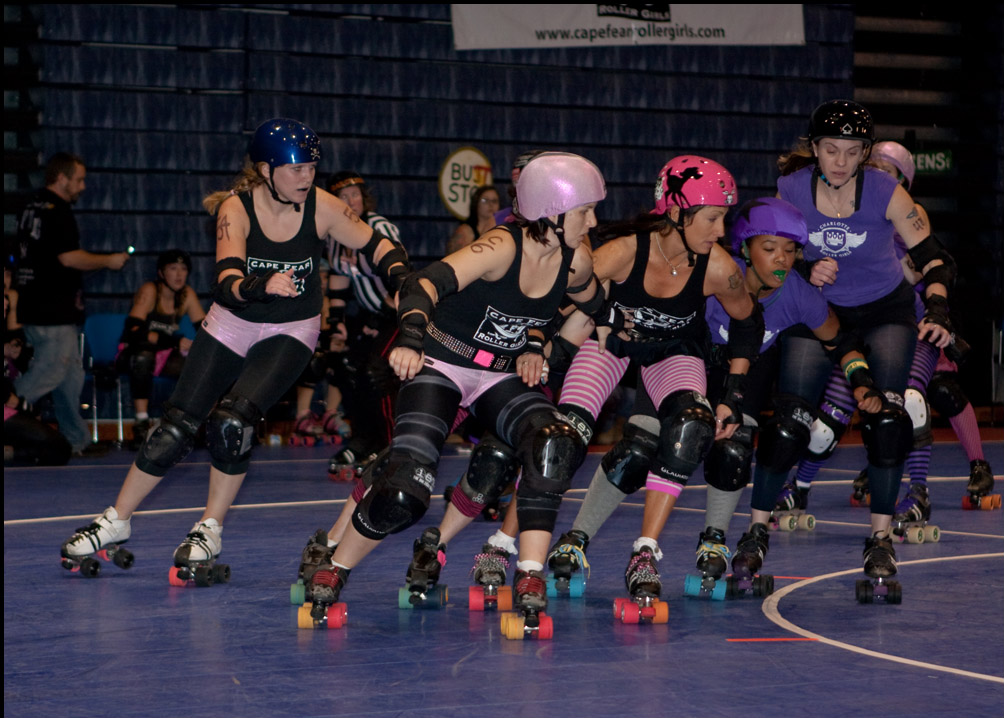
Wettkampf der Charlotte Rollergirls gegen die Cape Fear Rollergirls, beide NC, USA (2009)

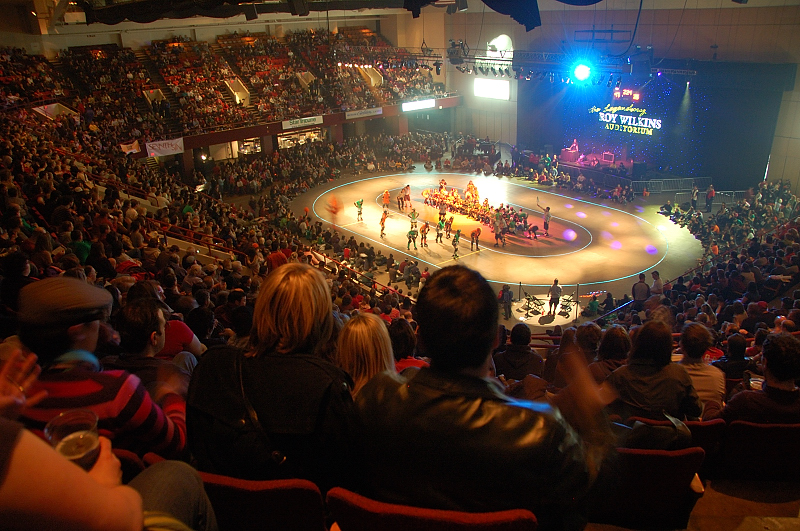
Wettbewerb der Minnesota RollerGirls, USA (Saison 2007)

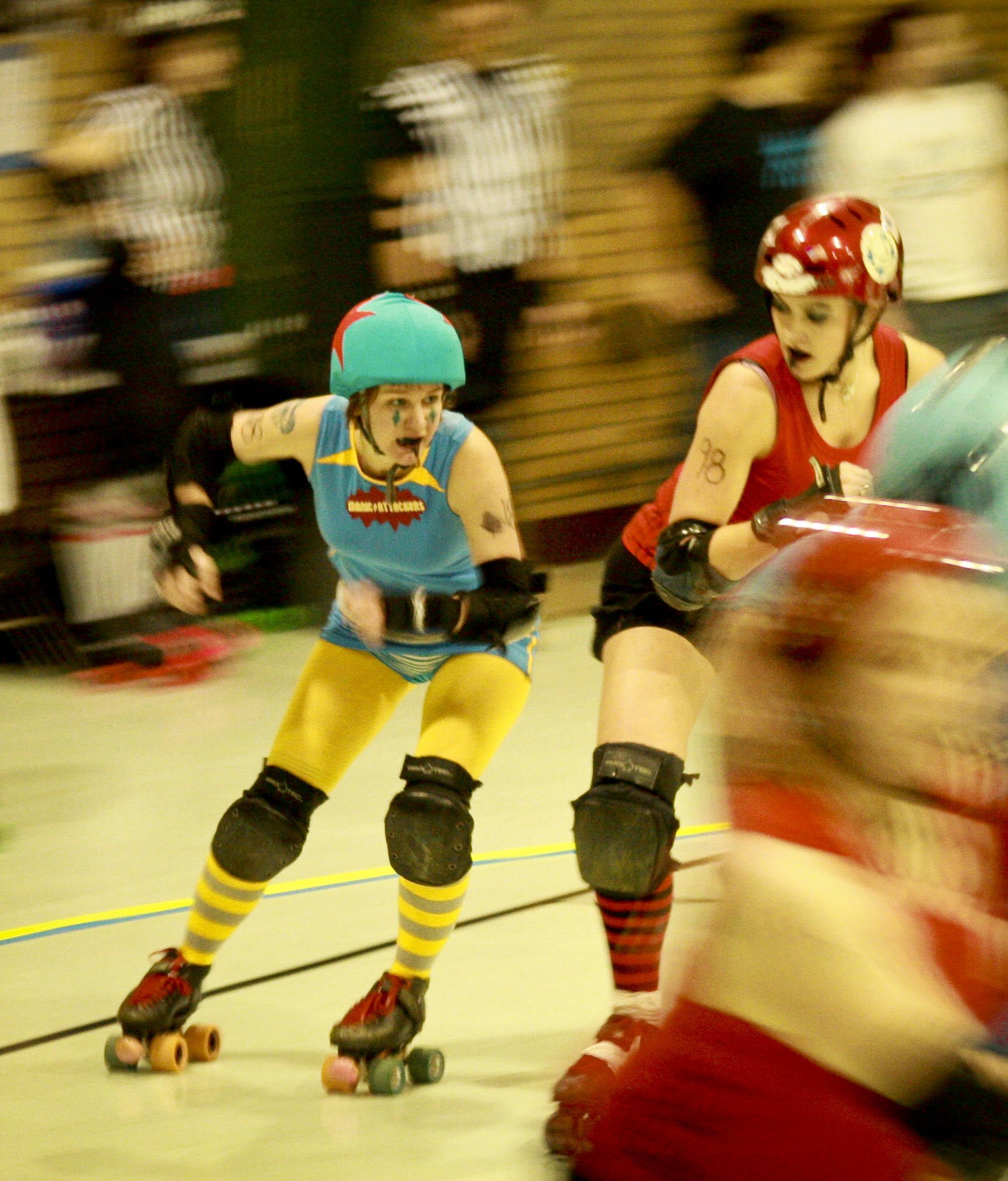
Windy City Rollers, Chicago, Illinois, USA (2008)

Roller Derby ist ein aus den Vereinigten Staaten stammender Vollkontaktsport mit Rollschuhen, der seit dem Wiederaufkommen ab 1999 mehrheitlich von Frauen ausgeübt wird. Herren-Roller-Derby wird gelegentlich als Merby (Men’s Roller Derby) bezeichnet. Selten gibt es gemischte Teams, etwa in Kiel.

## Geschichte
1935 veranstaltete der Sportpromoter Leo A. Seltzer das erste Roller-Derby-Rennen in Chicago. Inspiriert von den Sechstagerennen skateten die 25 Teams, bestehend aus je einer Frau und einem Mann, auf einer ovalen Bahn. Insgesamt mussten die Teams 57.000 Runden fahren. Gewonnen hatte das Team, welches am längsten durchhielt und als letztes noch auf der Bahn stand. Zu jeder Zeit musste sich mindestens ein Mitglied aus jedem Team auf der Bahn befinden, ansonsten wurde das jeweilige Team disqualifiziert.
Die hohe körperliche Belastung sowie die teilweise harten Rempeleien unter den rivalisierenden Teams hatten zur Folge, dass viele Spieler durch Verletzungen oder durch totale Erschöpfung letztendlich den Sport aufgaben. Dies führte zum Ende der ersten Generation des Roller Derbys.
In den frühen 1940er-Jahren schloss Leo A. Seltzer sich mit dem Sportjournalisten Damon Runyon zusammen, um die Sportart zu überarbeiten und neu zu präsentieren. Sie begründeten neue Regeln sowie ein neues Punktesystem und legten den Schwerpunkt auf publikumswirksame Rempeleien und Schubsereien. Diese spektakuläre und rasante Art des Roller Derbys wurde in den darauf folgenden über 40 Jahren in den USA zum Publikumsmagneten. Teams spielten in ausverkauften Stadien vor über 50.000 Fans und wurden als Stars in Funk und Fernsehen gefeiert. Der Sport wurde nur von professionellen Akteuren betrieben, die wie im Wrestling auch abgesprochene, nur scheinbar brutale Aktionen und Handgemenge vorführten.
Anfang der 1970er-Jahre wurde Roller Derby vom Zerfall in viele konkurrierende und verschiedene Derby-Organisationen und -Unternehmen (RollerJam und Rollermania) sowie der Ölkrise, welche die (Reise-)Kosten der Teams in die Höhe schnellen ließ, überrollt und verschwand in der Versenkung.
Erst 1999 kam Roller Derby wieder zurück. Im Gegensatz zu den früheren Ligen, in denen die Vermarktung einer Show im Vordergrund gestanden hatte, war diese Neugründung von weiblichen Amateuren dominiert, von denen viele in Verbindung zu Punk-Bewegung und third wave feminism standen. 2004 gründete sich die Organisation Women’s Flat Track Derby Association (WFTDA), in der mittlerweile insgesamt über 14.000 Mitglieder verzeichnet sind. Seit 2007 veranstaltet die WFTDA eine jährliche Meisterschaft, bestehend aus vier Vorausscheidungsturnieren und einem Finalturnier. Auch in anderen Ländern wurde die Begeisterung für den Sport nun erstmals geweckt. Weltweit wurden neue Teams und Ligen gebildet.
Neben dem klar weiblich dominierten Sport gründen sich auch immer mehr Männerteams. Im Jahr 2007 wurde (ursprünglich als Men’s Derby Coalition) die Men’s Roller Derby Association (MRDA) gegründet, die im Jahr 2011 zum ersten Mal Meisterschaften ausrichtete. Auch die Männer spielen auf Flat Track und nach denselben Regeln wie die Frauen (vom 1. April 2014), seit Mai 2016 haben die 2 Verbände eine gemeinsame Kommission, das Oversight Panel.
Zu Beginn des 21. Jahrhunderts fand Roller Derby schließlich auch den Weg aus den USA nach Europa. Im Jahr 2006 wurden die London Rollergirls und das erste deutsche Team gegründet, die Stuttgart Valley Rollergirls. Im Jahr 2007 folgte dann das zweite deutsche Team, Barock City Roller Derby aus Ludwigsburg. Ein weiteres Jahr später kamen die Berlin Bombshells dazu. Inzwischen sind weitere deutsche Roller-Derby-Vereine hinzugekommen. In Europa finden sich Vereine in Helsinki, Stockholm, Malmö, Kopenhagen, Aarhus, Amsterdam, Genf, Paris, Wien (seit Mai 2011: Vienna Rollergirls, erstmals in Österreich, ab 2014: Vienna RollerDerby), Zürich und Luzern. Anfang 2012 waren es an die 200.
Der erste Wettkampf in Deutschland fand 2007 in Stuttgart statt: Stuttgart Valley Rollergirlz vs. London Rockin’ Rollers. Im Jahr 2009 folgte der erste innerdeutsche Wettkampf: Berlin Bombshells vs. Nord-Süd-Connection Stuttgart Valley Rollergirlz und Harbor Girls aus Hamburg, Gastgeber war das Berliner Team. Im Juli 2009 fand der erste europäische Wettkampf, „Roll Britannia“, in London statt, bei dem insgesamt zwölf Teams antraten, zehn aus dem Vereinigten Königreich sowie Berlin und Stuttgart. Als erster europäischer Sieger ging das klar überlegene Team „London Brawling“ der London Rollergirls aus dem Turnier hervor.
Am 11. Dezember 2010 trafen sich in Berlin die Berlin Bombshells, die Stuttgart Valley Rollergirlz, die Ruhrpott Roller Girls, die Barockcity Rollerderby aus Ludwigsburg und die Hanse Connection (Harbor Girls Hamburg + Meatgrinders Bremen), um die erste Deutsche Meisterschaft auszuspielen. In einem engen Finale setzten sich die Stuttgart Valley Rollergirlz mit 128:124 gegen die Berlin Bombshells durch.
28.–30. Juni 2013 fand in Stuttgart die erste offizielle Deutsche Meisterschaft statt: 10 Teams traten an, das Finale konnten die Berlin Bombshells mit 243:84 gegen die Stuttgart Valley Roller Girlz für sich entscheiden.
Vom 1. bis 4. Dezember 2011 fand in Toronto die erste Weltmeisterschaft im Roller Derby statt. Es nahmen die Nationalteams von Argentinien, Australien, Brasilien, Deutschland, England, Finnland, Frankreich, Irland, Kanada, Neuseeland, Schottland, Schweden und den USA teil. Das Finale fand zwischen Kanada und den USA statt, wobei die USA mit 336 zu 33 Punkten gewannen.
Unter dem Titel „Track Queens – Battle Royal“ fand 16.–18. November 2012 erneut ein europaweites Turnier, diesmal in Berlin, statt. Ausgerichtet wurde es von der WFTDA. Im Finale setzte sich London Brawling mit 448:47 gegen die Berlin Bombshells durch.
Februar 2017 WM in Manchester (UK).

## Spielarten
Roller Derby wird heutzutage hauptsächlich in zwei Varianten gespielt. Zum einen gibt es das dem klassischen Roller Derby angelehnten „Banked Track Roller Derby“ auf einer Steilbahn, was jedoch nur von wenigen (meist professionellen) Teams gespielt wird. Deutlich weiter verbreitet ist inzwischen die Variante „Flat Track“, das auf einer flachen, etwa 27 × 17 m großen Bahn gespielt wird.
Die überwältigende Mehrheit spielt nach den Regeln der Women’s Flat Track Derby Association. Daneben gibt es Ligen (mehrere Teams desselben Vereins), die entweder nach eigenen Regeln, nach den Regeln der Old School Derby Association, nach den Regeln des USA Roller Sports, nach den Regeln der Modern Athletic Derby Endeavor oder in einzelnen Fällen sogar quasi ohne Regeln (genannt Renegade Roller Derby) spielen.
In der Regel wird linksherum, also gegen den Uhrzeigersinn, gefahren. Diese Kurvenrichtung ist die bevorzugte von Rechtsfüßern.

## Ausrüstung
Gefahren wird auf Rollschuhen mit je vier zylindrischen Rollen (engl. quad roller skates), davon je zwei auf vorderer und hinterer Lenkachse am Frame (Fahrgestell, Rahmen) aus Aluminium oder Glasfaser-Nylon. Ein runder Gummistopper (indoors: hell) schräg unter der Schuhspitze dient zum festen Stehen, Abdrücken, Bremsen und Drehen. Längs über die Schuhspitze liegt ein Streifen Gummibelag. Knie-, Ellbogen- und Handschützer (auch: Schoner, Protektoren) mit Gleitplatten oder -schalen puffern einen Sturz und erlauben das Abstützen und Gleiten darauf. Der Helm mit Y-Kinnriemen reicht bis zum Ohr – der Helmüberzug dient farblich der Markierung des Teams, ein fünfzackiger Stern je Seite oder ein Längsstreifen markieren den Jammer bzw. den Pivot-Blocker. Ein Mundschutz schützt die Zähne.
Auf den Außenseiten beider Oberarme ist jeder Spieler mit einer Nummer markiert, entweder aufgemalt oder per elastischer Armbinde, weiters am Trikot. Die Farbe von Trikot und Helmüberzug markiert ein Team.

### Theatralik
Das Roller-Derby der 50er bis 70er Jahre war ein Unterhaltungsprogramm wie Wrestling mit verabredeten Prügeleien und überzogenen Aktionen. Seit der Wiedergeburt 2001 und vor allem der Gründung der WFTDA wird es als Amateursportart ohne Show-Elemente im Spiel ausgeübt. Als Überbleibsel des Showgedankens bleiben vor allem noch die üblichen Kampfnamen, unter denen die meisten Mitwirkenden (inkl. Officials) antreten. Zu sehen sind mitunter Gesichtsbemalungen.

## Voraussetzungen
Zur Ausübung dieser Teamsportart braucht es Fahrkönnen, insbesondere Wendigkeit, Kraft, Kontaktfreude, Schmerztoleranz und Ausdauer.
Bis 2020 mussten die Spieler einen Test bestehen, bevor sie auf dem Track stehen durften. Der sogenannte Minimal Skill Test (MST) wird von der WFTDA vorausgesetzt und stellt sicher, dass alle Spieler sicher auf den Skates sind, sodass niemand in Gefahr gerät.
Während in den Anfängen eher die Rennkomponente dominierte und sich Männer wie Frauen – auch gemischt – beteiligten, wird die Sportart seit 2000 mehrheitlich von Frauen ausgeübt und ist starker Kontaktsport.

## Spielablauf

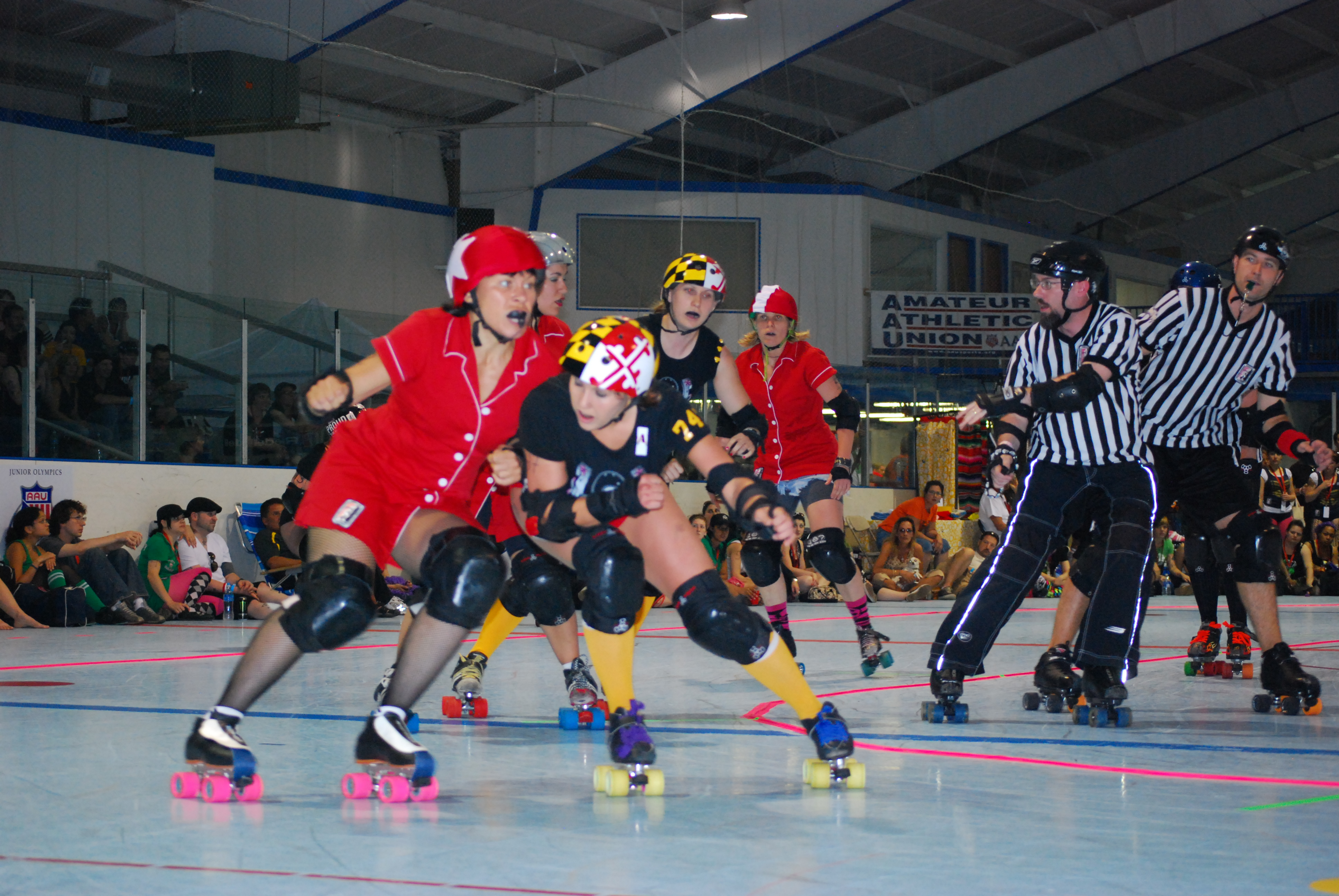
Blocker gegen Jammer

### Flat Track
Die meisten Flat-Track-Spiele (auch Bouts oder Game genannt) werden nach den Regeln der WFTDA bzw. MRDA ausgerichtet. Ein Roller-Derby-Team besteht aus bis zu 14 Spielern, von denen jeweils 5 gleichzeitig am Spielgeschehen teilnehmen können. Gelaufen wird auf einer ovalen Bahn, dem sogenannten Track, entgegen dem Uhrzeigersinn.

#### Verlauf

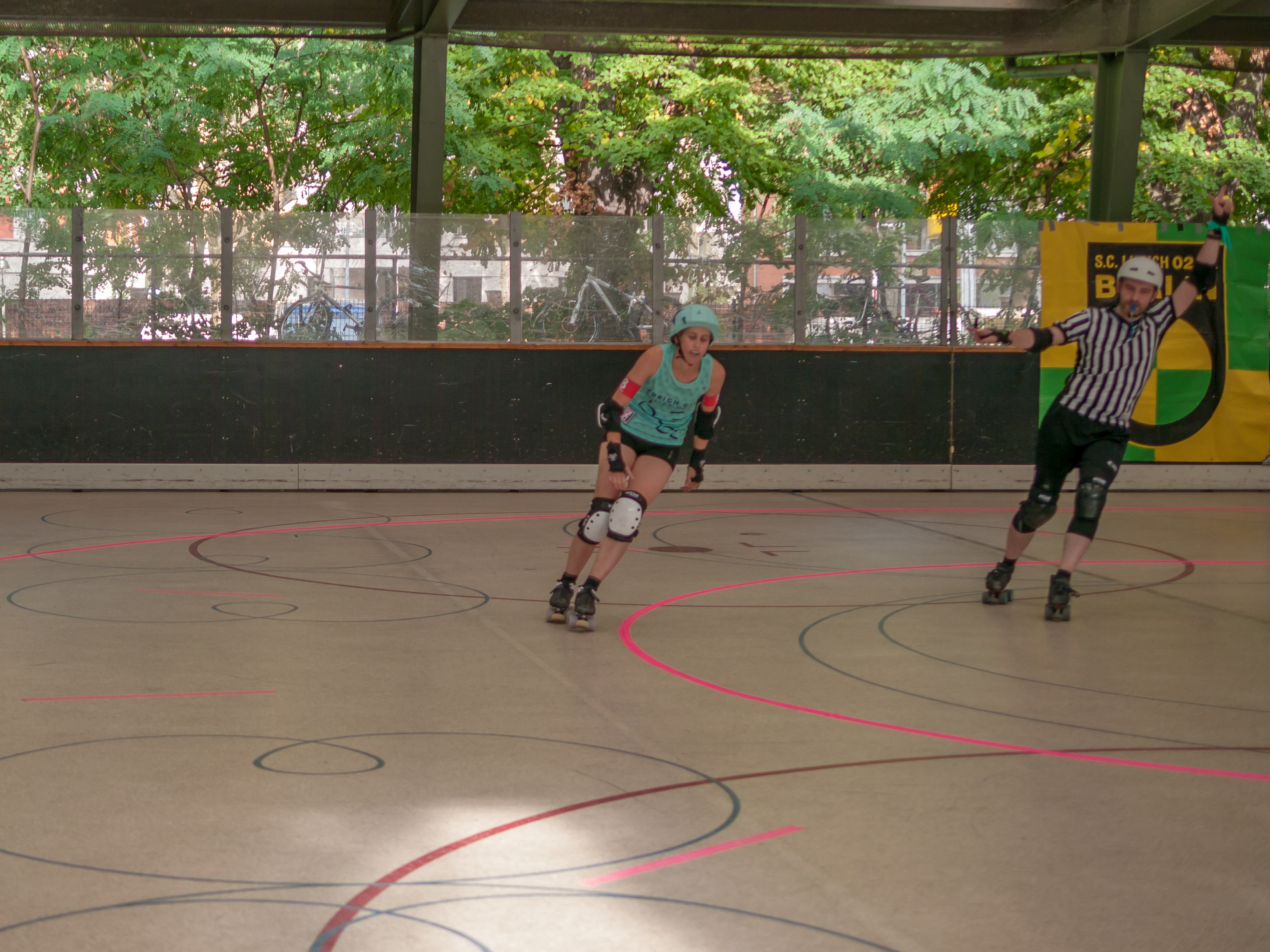
Der Lead Jammer wird durch einen Schiedsrichter angezeigt

Gespielt wird in zwei Hälften à 30 Minuten, in denen jeweils so viele maximal zweiminütige „Jams“ gefahren werden wie möglich. Jedes Team besteht aus fünf Personen, die sich gleichzeitig auf dem Track befinden. Je eine Person ist der sogenannte Jammer (engl. to jam = „stören“), dessen Aufgabe es ist, durch das Überrunden gegnerischer Spieler Punkte zu erzielen. Die restlichen vier Spieler des Teams haben als Blocker die Aufgabe, sowohl den eigenen Jammer bei seiner Aufgabe zu unterstützen als auch den gegnerischen Jammer am Vorankommen zu hindern. Sie bilden zusammen das sogenannte Pack (engl. für Rudel).
Der Beginn eines Jams wird durch einen Pfiff angekündigt, bei dem alle Spieler gleichzeitig starten. Die Jammer starten dabei hinter den Blockern. Sie haben die Aufgabe, sich durch das Pack zu kämpfen. Der Jammer, der als erster ohne unerlaubte Aktionen alle Blocker überholt hat, ist für den Rest des Jams „Lead-Jammer“. Der Lead-Jammer kann den aktuellen Jam auch vor Ablauf der zwei Minuten abbrechen, um seinem Team so einen Vorteil zu verschaffen. Erhält der Lead-Jammer eine Strafe, so verliert er diesen Status wieder und der Jam geht ohne Lead-Jammer zu Ende.
Ab dem zweiten Durchlauf durch das Pack können die Jammer Punkte erzielen. Für jeden regulär überrundeten Spieler des gegnerischen Teams gibt es einen Punkt. Dies gilt auch für Spieler, die auf der Strafbank sitzen. Der Jam geht so lange, bis der Lead-Jammer abbricht oder zwei Minuten abgelaufen sind.
Nach jedem Jam können in einer 30-sekündigen Pause Spieler ausgetauscht werden. Der nächste Jam wird ohne Rücksicht auf den Abschluss dieses Vorgangs wieder angepfiffen. Befinden sich bei Anpfiff für ein Team zu wenig Spieler auf dem Track, startet dieses Team unterbesetzt. Befindet sich von einem Team beim Startpfiff niemand auf dem Feld, wird eine Zeitverzögerungsstrafe gegen den Teamcaptain ausgesprochen.

#### Blocken

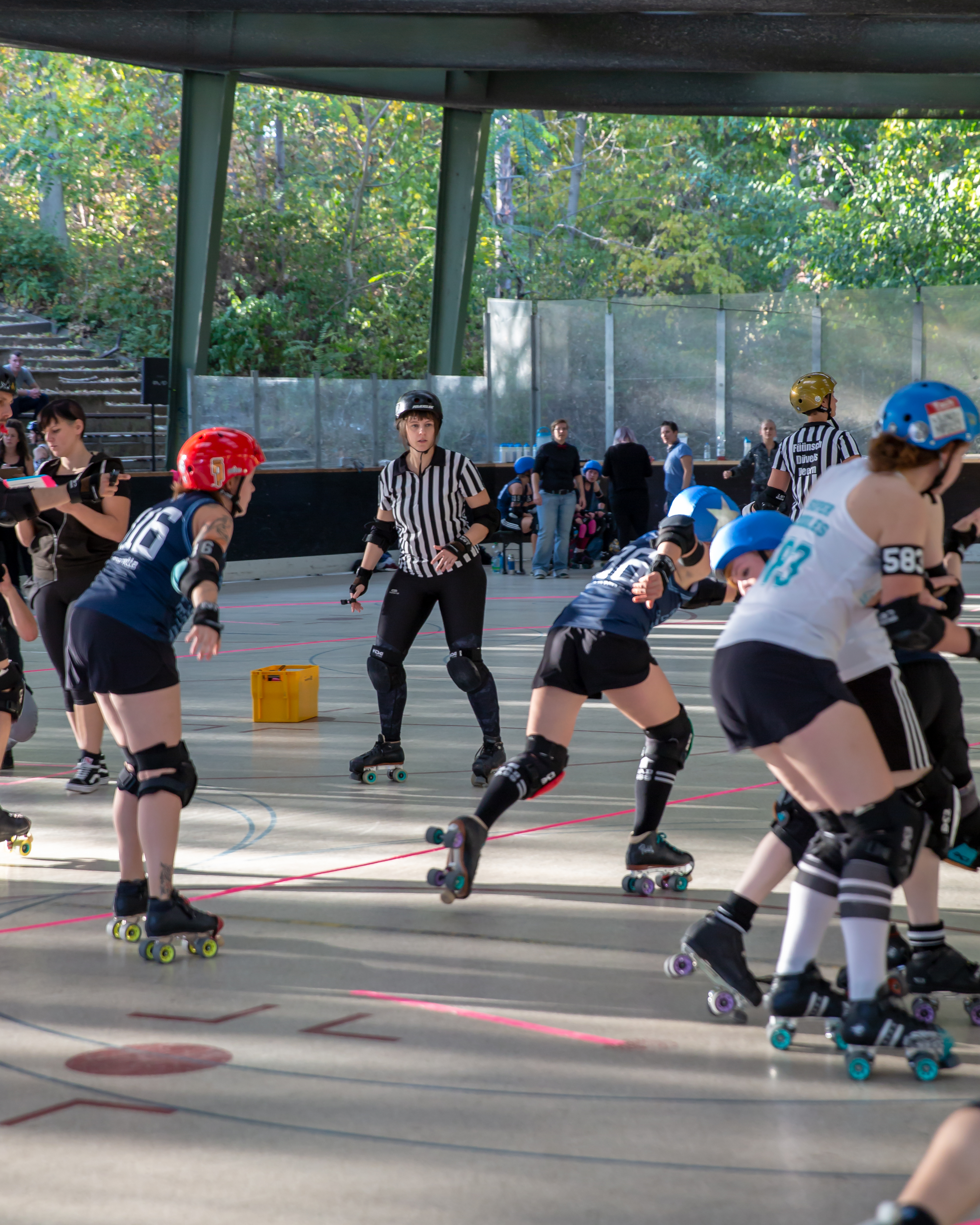
Offensives Blocken: Die Blockerinnen in den dunkelblauen Trikots halten ihrer Jammerin (Mitte) den Weg frei, um einen Punkt zu erzielen

Da Roller Derby eine Vollkontaktsportart ist, ist nicht nur das Behindern anderer Spieler durch positionelles Blocken (z. B. Im-Weg-Fahren oder Abdrängen), sondern auch durch direkten Körpereinsatz (z. B. Bodychecks) erlaubt. Dies dient entweder dazu, sich oder anderen Spielern des eigenen Teams durch das Abdrängen oder Zufallbringen gegnerischer Spieler einen positionellen Vorteil zu verschaffen (offensives Blocken), oder dazu, gegnerische Spieler am Vorbeikommen zu hindern (defensives Blocken). Der Einsatz ist jedoch auf bestimmte Körperpartien beschränkt. Hierbei wird zwischen Blocking- und Trefferzonen unterschieden, wobei erstere die Körperpartien bezeichnen, die aktiv für das Blocken eingesetzt werden dürfen. Bei letzteren handelt es sich um die Stellen, an denen gegnerische Spieler geblockt werden dürfen.
Erlaubte Trefferzonen:
- Schultern
- Arme und Hände
- Seiten
- Oberkörper
- Hüfte
- Oberschenkel

Irreguläre Trefferzonen:
- Kopf und Hals
- Rücken
- Hintern
- Unterschenkel und Knie
- Füße

Erlaubte Blocking-Zonen:
- Schultern
- Hüften
- Oberarme
- Oberschenkel
- Hintern
- Oberkörper

Irreguläre Blocking-Zonen:
- Ellenbogen, Unterarme und Hände
- Kopf
- Knie, Unterschenkel und Füße

Setzt ein Spieler dennoch unerlaubte Körperteile ein oder trifft einen Gegenspieler an anderen als den erlaubten Trefferzonen, zählt dies als Foul. Gleiches gilt, wenn ein Blocker außerhalb der sogenannten Engagement Zone blockt. Die Engagement Zone befindet sich je sechs Meter vor dem ersten bzw. nach dem letzten Spieler des Packs.

#### Strafen
Begeht ein Spieler ein Foul, muss er für 30 Sekunden auf die Strafbank. Nicht erlaubt sind u. a.:
- Blocken abseits der dafür erlaubten Körperpartien
- Überholen anderer Spieler außerhalb der Track-Begrenzungen
- Verlassen des Tracks ohne Grund oder äußere Einwirkung
- Blocken, ohne sich im Spiel und innerhalb der dafür erlaubten Bereiche zu befinden
- absichtliches Zerstören des Packs
- Gefährdung anderer Spieler

Befindet sich ein Spieler außerhalb des Tracks, außerhalb der Engagement Zone, steht (auch innerhalb des Tracks) oder fährt in entgegengesetzter Richtung, darf er weder blocken noch andere Spieler am Vorbeikommen hindern.

#### Trikots und Markierungen
Jeder Spieler wird durch eine Spielernummer ausgewiesen. Diese muss innerhalb des eigenen Teams einzigartig sein, wobei gleiche Zahlen mit unterschiedlichen Ziffern gültig sind (bspw. 30 und 030). Zusätzlich werden bestimmte Spielpositionen durch Helmhauben markiert: Der Jammer trägt zwei fünfzackige Sterne und der sog. Pivot Blocker (kurz: Pivot) einen Längsstreifen auf dem Helm. Der Pivot fährt zusammen mit den anderen Blockern im Pack. Er kann durch Übernahme der Jammer-Haube selbst zum Jammer werden (sog. Star Pass). Der vorherige Jammer wird dann zu einem normalen Blocker.

### Banked Track
Banked Track Roller Derby wird auf einer Steilbahn (dem Banked Track, mit erhöhten Kurven) gespielt. Allerdings existieren aufgrund des baulichen Aufwands für die Bahn nur wenige Organisationen. Der größte Zusammenschluss ist die Roller Derby Coalition of Leagues mit 5 Mitgliedsvereinen. Auch die Regeln unterscheiden sich in einigen Details, wobei es bis jetzt kein einheitliches Regelwerk für Banked Tracks gibt. In den meisten Varianten dauert ein Jam nur eine Minute. Auch ist immer derjenige Lead Jammer, der aktuell die Pole-Position innehat – unabhängig davon, wer zuerst das Pack verlassen hat. Der Lead-Jammer-Status kann also auch während eines Jams gewonnen bzw. verloren werden.
Ein weiterer Unterschied zum Flat Track Derby besteht darin, dass Strafen nicht sofort, sondern erst mit Beginn des nächsten Jams abgesessen werden müssen.

## Vereine in Deutschland, Österreich, Schweiz und Italien

### Vereine in Deutschland und der Roller-Derby-Bundesliga
- Augsburg Rolling Thunder (Abteilung des TV Augsburg 1847 e. V.)
- Barockcity Rollerderby (MTV 1846 Ludwigsburg e. V.)
- Bashlorettes (Kassel Roller Derby, Abteilung des FSC Dynamo Windrad Kassel)
- Bashing Battlecats Bielefeld[16]
- Bear City Roller Derby (Berlin, Abteilung des SC Lurich 02 e. V.)
  - Berlin Bombshells (A-Team)
  - Inglorious Bombshells (B-Team)
  - Breaking Bears (C-Team, Niveau variabel)
- Bembel Town Rollergirls (Frankfurt am Main)
- Starlight Excess Roller Derby Berlin[17] | (Abteilung des Berliner TSC)
- Blockforest Roller Derby (Freiburg) – Anfangs, bis Mai 2017: Blockforest Roller Girls[18]
- Cologne Roller Derby (Köln, Abteilung des TPSK 1925 e. V.[19])
  - Graveyard Queens (A-Team)
  - Unbreakabellas (B-Team)
- Chaos Crushers Coblenz (Koblenz)
- Deadly Darlings (Düsseldorf)
- Demolition Derby Dolls (Hannover)
- Dresden Pioneers (Dresden, Abteilung des SV Motor Mickten-Dresden)
- Hamburg Roller Derby - Altona 93[20] (Hamburg, Abteilung von Altona 93)
- Harbor Girls Hamburg (Hamburg, Abteilung des FC St. Pauli)
  - Harbor Girls A bzw. B
- Maniac Monsters Mainz (Abteilung des TSV Schott)
- Meatgrinders Bremen
- Mine Monsters (Miners Oberhausen, Abteilung des SC Buschhausen 1912 e. V.) (umbenannt von ehemals: Jaw Crushers)
- Munich Rolling Rebels (München, Abteilung des TSV 1860 München)
  - Munich Dynamite (A-Team)
  - Municorns (B-Team)
- Muscle Cats of Death (Göttingen, Abteilung der TSG Göttingen)
- Prussian Fat Cats (Potsdam, Abteilung der SV Babelsberg 03)
- Rhein-Neckar Delta Quads (Mannheim, Abteilung des ISC Mannheim)
  - Delta Quads F(l)ight Crew (A-Team)
  - Test Pilots (B-Team)
- Wuppertal Roller Derby e. V. (Wuppertal)
- Riot Rocketz[21] (Leipzig, Abteilung des Roter Stern Leipzig)
- Riot Rollers Darmstadt (Abteilung des RSC Darmstadt)
- rocKArollers Karlsruhe (Abteilung des SSC Karlsruhe)
- Roller Derby Kiel (Abteilung des TuS Holtenau)
  - Smashing Sailorettes (Frauen-Team)
  - Waterkant Hardcore (CoEd-Team)
  - DHR (Männer-Team)
- Roller Girls of the Apocalypse (Kaiserslautern)
  - The Wreckoning (A-Team)
  - Night Terrors (B-Team)
- Roller Grrrl Gang[22] (Frankfurt am Main)
- Rollerderby Erfurt
- Rolling Raptors[23] (Leipzig, Abteilung SC DHfK Leipzig)
- Rolling Rat Pack (Regensburg)
- RuhrPott Roller Derby (Essen, Abteilung des REV Gruga[24])
  - RuhrPott Roller Derby (A-Team)
  - RuhrPott UNITED (B-Team)
- S’Käthchen Roller Derby (Heilbronn)
- Splatter Fairies Marburg
- Sucker Punch Roller Derby Nürnberg (Abteilung des Post SV Nürnberg)
- Stuttgart Valley Rollergirls (Abteilung des MTV Stuttgart[25])
  - Hit Girls (A-Team)
  - Bad Seeds (B-Team)
- Zombie Rollergirlz (Münster)

### Vereine in Österreich
Mit Stand Mai 2023 sind 5 Roller-Derby-Vereine in der neuen Sparte beim Österreichischen Rollsport & Inline-Skate Verband registriert.
- Vienna Roller Derby (VRD) – 2011 erste Gründung in Österreich als Vienna Oi!Star Rollergirls. Seit 2015 Mitglied bei Women’s Flat Track Derby Association (WFTDA).[27][28][29]
  - Fearleaders nennt sich die 16 Männer in kurzen Hosen starke Cheerleader-Gruppe – Choreagrafierte Bodenakrobatik als Persiflage auf Geschlechtsrollen und Bodenakrobatik.[30] Auftritte beim Worldcup 2018 in England.[31] Herausgabe eines Bild-Kalenders. Auftritt bei den Wiener Festwochen 2019.[32]
- Linz Roller Derby – Steel City Rollers, seit 2015.[33]
- Roller Derby Graz – Dust City Rollers, seit März 2016.[34] 
  - Dust City Dancers, unterstützende Tanzgruppe
- Fearless Bruisers – Innsbruck, gegründet Jänner 2016. 22. April 2017 erste Freundschaftsspiele (Scrimmage) in Innsbruck gegen Alp’n Rockets Bozen, Graz und Unicorns München.[35] Vier Mal österreichische Vizemeisterschaft.
  - Tierleaders, unterstützende Cheerleading-Gruppe
- SBG KNOCKouts – Salzburg. Vereinsgründung am 19. Februar 2018

Nationalteam:
- Jänner 2017 wurde das (Roller Derby) Team Austria im Hinblick auf den Weltcup 2018 in Manchester, UK gegründet. Das Logo stilisiert das Wiener Riesenrad.

#### Österreichische Meisterschaften
- ca. 3. Dezember 2017 Finale in Wien nach Vorrunden in Graz, Linz und Innsbruck: 1. Wien, 2. Innsbruck.
- 3./4. November 2018 in Linz, Sporthalle, Landwiedschule, Landwiedstraße[36]
- 3. November / 1. Dezember 2019, Innsbruck, Landessportzentrum[37]

2020 und 2021 entfallen wegen COVID-19-Pandemie.
- 11./12. Juni 2022, Graz, Unionhalle[38]
- 18./19. November 2023, Wien
- 19./20. Oktober 2024, Salzburg, Sportzentrum Nord[39]

### Vereine in der Schweiz
- Rhine Rebels Basel (ehemals Basel Derby Kollektiv)
- Bonebreakers Bern (2022 aufgelöst)
- Genève Roller Derby United (ehemalige Bezeichnung, bis etwa 2018: GVA Roller Derby Girls und Léman Wheels Roller Derby Genève)
- Les Devotchkas (Neuchâtel)
- Les Folles Gèrent (Bienne/Biel) (um Corona aufgelöst)
- Rolling Furies (Lausanne)
- The Black Witches (Fribourg/Freiburg)
- The Hellveticats Luzern
- Zürich City Roller Derby (ehem. Zürich City Rollergirlz)
- Team Switzerland, National Team, seit 2014

### Vereine anderswo
- TheAnguanas – VicenzaRollerDerby (I)
- Crimson Vipers Roller Derby Bergamo (I)
- Alp'n Rockets Roller Derby Bozen, seit 2012. In Bozen (Südtirol, I) gibt es auch ein Männer-Nationalteam[40]

## Sprachliches
Sowohl bei den Namen der (meist weiblichen) Teams als auch den Spielernamen wird oft mit Worten gespielt, Umdeutungen durch mutierte Schreibweise, ähnlicher Klang, Klangwiederholungen kommen vor. Augenzwinkernd angespielt wird damit – häufig englisch – auf Gewalt, Erotik und im Fall von Team-Namen auf einen Bezug zur Stadt. Auch international.
Beispiele: Der Ausruf Oi!Star klingt wie oyster (engl. Auster), die Muschel mit der harten Schale. Nora Knockout wiederholt das „no“, Demolition Derby Dolls wie Deadly Darlings (Düsseldorf) das „D“. Mit Hellveticats wird eine Anspielung auf die Bezeichnung der Schweiz (Confoederatio Helvetica) gemacht. S’Käthchen Roller Derby (Heilbronn) bezieht sich auf das Stück Das Käthchen von Heilbronn, Dr. Fist auf Doktor Faustus. Peter Panalty (Schiedsrichter), Eve Massive (Spielerin in Innsbruck).
Am 23. Februar 2018 veröffentlichten der Weltverband Flat Track (WFTDA) und Roller Derby Deutschland (RDD) erstmals eine geschlechtersensible Übersetzung der englischen Regeln vom 1. Dezember 2017.

## Weltcup

### Frauen
Der Roller Derby World Cup (RDWC) wurde Dezember 2011 in Toronto, Kanada, Dezember 2014 Dallas, USA, Februar 2018 in Greater Manchester, UK ausgetragen. Die Zahl der teilnehmenden Teams stieg von 13 auf 30, dann 38. Die erste Ausgabe wurde vom Blood & Thunder Magazine veranstaltet. 2025 ist der nächste Weltcup geplant, veranstaltet von Fearless Bruisers in Innsbruck.
In allen 3 Jahren gewann das Team der USA – mit ausgeglichener werdendem Punkteverhältnis. Die Teams aus Australien, Canada, England erreichten – jeweils und jeweils – den 2., 3. und 4. Platz.
Deutschland (Erstteilnahme 2011) erreichte 2018 den 13. Platz, Österreich (erstmalige Teilnahme) den 32., Schweiz (seit 2014 dabei) den x-ten.
Besonderheiten bei den Teams: England, Scotland und Wales treten als eigene Teams an. Irland als (All-)Ireland. Aotearoa (ein Wohnort Indigener) nennt sich das Team aus Neuseeland, Indigenous ein Team Indigener IRN repräsentiert den Iran, ZA Südafrika, West Indies, Korea steht für ganz Korea.
In der Pause des Finales 2018 traten die Fearleaders aus Wien auf.

### Männer
Men’s Roller Derby World Cup (MRDWC) fand 2014 mit 15 Teams in Birmingham, England, 2016 mit 20 Teams in Calgary, Kanada und 2018 in Barcelona, Spanien statt.
Deutschlands Männer-Team erreichte 2014 den 11., 2016 den 14. Platz.

## Filme
- Roller Derby Girl (USA, 1949, 10 min, s/w) dokumentiert erstmals den Sport. Eine junge native American trifft im Training die berühmte Unholdin Midge „Toughie“ Brasuhn, Veteranin der Brooklyn Red Devils. Teil der Serie Pacemakers der Paramount Pictures über Arbeitswelt und Leben von US-Amerikanern.[45][46]
- The Fireball (USA, 1950, 84 min), Rollschuhfieber (1959 in Deutsch) spielt auf der Steilkurvenbahn. Der Weiße Johnny wird ein Sportstar, kommt auch dadurch bei Frauen gut an, doch erkrankt an Polio.[47][48][49]
- Rollerball (1975) und
- Rollerball (2002), in denen Gewalt unter (männlichen) Spielern auf Rollschuhen und Motorrädern auf einer Bahn mit Steilkurven eine große Rolle spielt, knüpfen auch an Roller Derby an.
- 16 Filme aus 1971, 1972 und 1999–2012 finden sich auf der User List Roller Derby In Film aus 2013 auf IMDb. Die Filme spielen großteils in den USA, einer in Toronto, Kanada.[50]
- Einzelne weitere und jüngere Filme finden sich auf anderen Listen.[51][52]
- Whip It – Be Your Own Hero (USA, 2009, 111 min), Deutsch: Roller Girl – Manchmal ist die schiefe Bahn der richtige Weg (2011), eine junge Außenseiterin vom Land findet zu einem Roller Derby Team in die Stadt (Austin, Texas).

## Fernsehen
- Ein Colt für alle Fälle (USA, 1982), Episode (2,08)
- Rollergirls (USA, 2006), TV-Serie in 10 einstündigen Episoden geht es zur Hälfte um das Privatleben der Skaterinnen und um das Spiel Roller Derby.[53]
- Psych (USA, 2008), Episode (3,07)
- Hawaii Five-0 (USA, 2013), Episode (3,18)
- SOKO Stuttgart (Deutschland, 2014), Episode (6,15)
- Derby Girl (Frankreich, 2020)